# لئو هاوارد
لئو هاوارد (انگلیسی: Leo Howard؛ زادهٔ ۱۳ ژوئیهٔ ۱۹۹۷) یک هنرپیشه اهل ایالات متحده آمریکا است. وی از سال ۲۰۰۵ میلادی تاکنون مشغول فعالیت بوده‌است.
از فیلم‌ها یا برنامه‌های تلویزیونی که وی در آن نقش داشته‌است می‌توان به جی.آی.جو: ظهور کبرا، فسقلی‌ها، آندرون و سریال های کاراته‌کاها(kickin it) و میراث اشاره کرد.